# Sepedon crishna
Sepedon crishna är en tvåvingeart som beskrevs av Walker 1849. Sepedon crishna ingår i släktet Sepedon och familjen kärrflugor. Inga underarter finns listade i Catalogue of Life.